# 斑飞蜥
斑飞蜥（学名：Draco maculatus）为鬣蜥科飞蜥属的爬行动物，俗名飞龙、飞蜥、飞蛇。
其种加词“maculatus”意为“有斑点的”。

## 特征
体长约9～10厘米，尾巴比身体略长；灰棕色或铜绿色，有暗色斑；咽喉部有3个突起；体侧有橙黄色的翼膜，有黑斑点缀成的纵线纹，有5条延长的肋骨支持，帮助飞跃，黄色的腹面有黑斑。

## 分布
分布于印度、泰国、缅甸、越南、马来半岛以及中国大陆的海南、广西、云南、西藏、福建等地，常见于热带亚热带森林中或低矮的山林边缘。其生存的海拔范围为550至1540米。该物种的模式产地在马来西亚槟榔屿和亚洲。

## 保护
本种于2023年被收录入《有重要生态、科学、社会价值的陆生野生动物名录》。